# Hispania (Barcelona)
Hispania fue una revista ilustrada editada en Barcelona entre 1899 y 1903, escrita en castellano.

## Historia

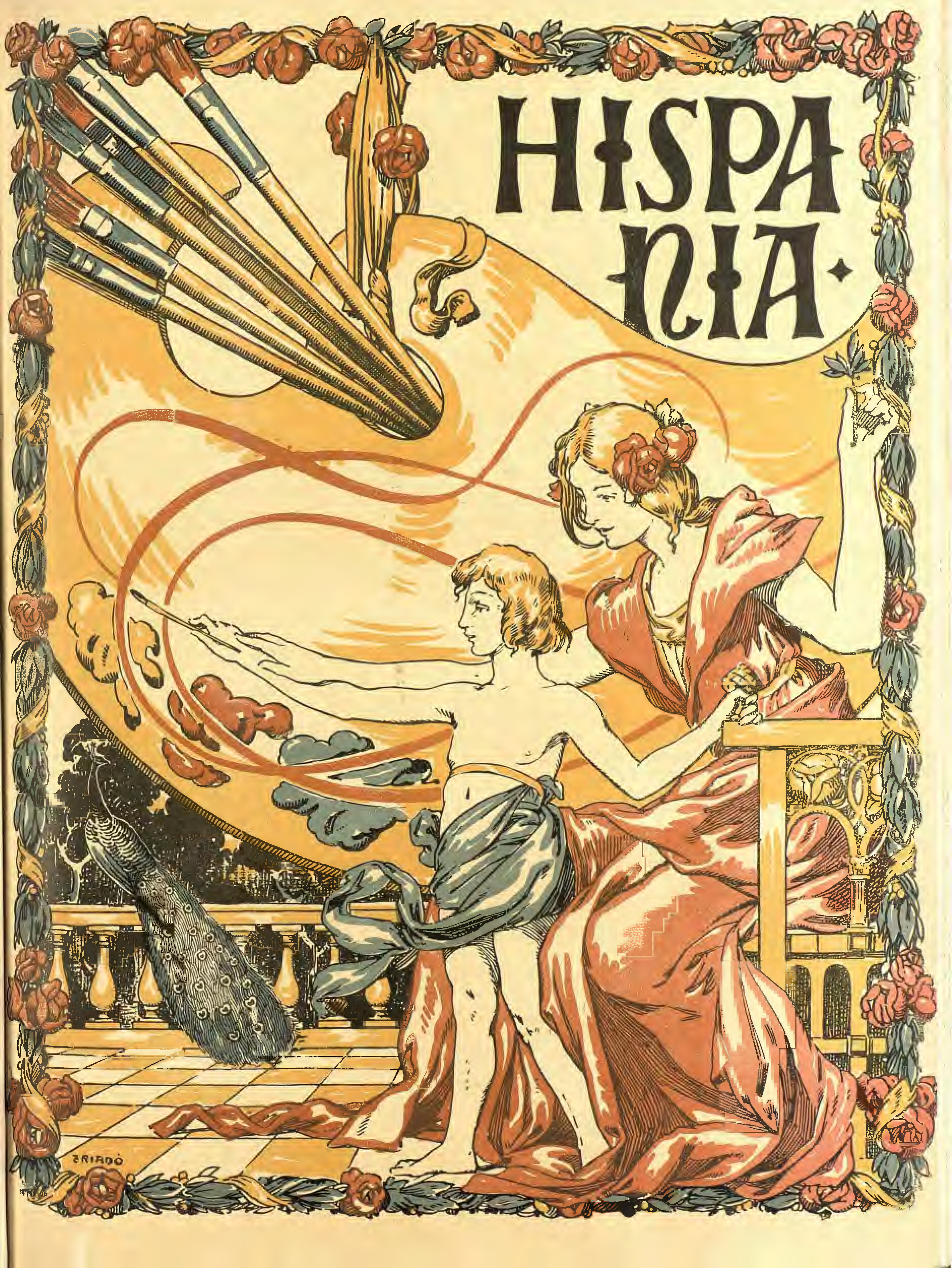
Portada del n.º 57

La revista estaba editada en Barcelona, apareciendo su primer número el 1 de enero de 1899. Relacionada con el modernismo, estaba inspirada por la revista alemana Jugend. De tirada inicialmente mensual, pronto pasaría a ser publicada quincenalmente. Su contenido era ecléctico y estaba escrita en castellano.
Fue fundada por Hermenegildo Miralles, propietario de la publicación, mientras que el director artístico de los primeros números fue Josep Pascó. Colaboraron en la revista autores como Josep Triadó i Mayol, Narcís Oller (solo como «consejero literario»), Ezequiel Boixet, Francesc Miquel i Badia o Raimon Casellas, entre otros.
A finales de 1902 fue traspasada a Aleix Clapés, iniciándose una segunda época de la publicación, que se extendería durante el primer semestre de 1903.